# Горлачёв, Алексей Михайлович
Алексе́й Миха́йлович Горлачёв (6 мая 1981, Братск) — российский саночник и бобслеист, пилот, выступает за сборную России с 2001 года. Участник зимних Олимпийских игр в Солт-Лейк-Сити, неоднократный победитель и призёр национального первенства, различных этапов Кубка мира и Европы, в бобслее мастер спорта международного класса.

## Биография
Алексей Горлачёв родился 6 мая 1981 года в городе Братске, Иркутская область. Уже в юном возрасте поступил в местную школу олимпийского резерва, где занимался санным спортом. Вскоре стал попадать на первенство России и на этапы юниорского Кубка мира, неоднократно попадал в число призёров этих соревнований. Благодаря череде удачных выступлений удостоился права защищать честь страны на зимних Олимпийских играх 2002 года в Солт-Лейк-Сити, приехав туда, в зачёте одиночных саней занял двадцать первое место. Также поучаствовал в заездах чемпионата Европы в немецком Альтенберге, финишировал восемнадцатым. В следующем сезоне закрыл двадцатку сильнейших на мировом первенстве в латвийской Сигулде, а после окончания всех этапов Кубка мира расположился в общем зачёте на двадцать первой строке. Не сумев добиться в санном спорте сколько-нибудь значимых достижений, в 2003 году решил попробовать себя в качестве бобслейного пилота.
Как бобслеист в 2005 году дебютировал в Кубке мира, на трассе канадского Калгари с разгоняющим Романом Орешниковым пришёл к финишу тридцать пятым. В следующих двух сезонах весьма удачно выступал на Кубке Европы, так, в январе 2008 года с четырёхместным экипажем дважды был победителем, в также выиграл серебряную медаль в двойках и бронзовую в четвёрках, в остальных же случаях почти всегда попадал в десятку сильнейших. На чемпионате мира 2009 года в американском Лейк-Плэсиде в программе двоек финишировал двадцать первым. Пробиться на Олимпийские игры в Ванкувер ему не удалось, зато послеолимпийский сезон Горлачёв из-за травмы пилота Дмитрия Абрамовича провёл в основном составе, причём довольно успешно: получил бронзовую медаль за участие в смешанных состязаниях по бобслею и скелетону на этапе Кубка мира в Калгари, а после окончания всех заездов занял в общем зачёте двенадцатое место с двухместным экипажем и десятое с четырёхместным — это лучшие его достижения на данных соревнованиях. На мировом первенстве 2011 года в немецком Кёнигсзее был двадцать третьим с двойкой и одиннадцатым с четвёркой.
В сезоне 2012/13 из-за высокой конкуренции в команде вынужден выступать на менее значимых второстепенных стартах вроде этапов Кубка Европы. «Ставлю себе цель отобраться осенью в сборную, выиграть отбор. Прошедший сезон вообще никак оценить не могу, у меня его, по сути, и не было». Обучается в ЭШВСМ «Воробьёвы горы», на соревнованиях представляет команду сборной города Москвы. Женат, есть дочь Алика.
На чемпионате России в Сочи завоевал бронзовую медаль в двойках. Активно готовится к Олимпийскому сезону и будет представлять Краснодарский край, тренеры Гаспарян П. Е. и Колоедов П. В.